# SDK Laxbuggarna
SDK Laxbuggarna är en sportdansklubb i Halmstad som bildades 1987.
Föreningen har idag både en tävlingsdel från nybörjare till världselit samt en social del som lär både unga och gamla att dansa och umgås med varandra. Ett av klubbens danspar vann JEM i bugg i oktober 2008. Ett annat av Laxbuggarnas juniorpar vann JNM i bugg april 2009.